# Cyclotypus godmani
Cyclotypus godmani är en skalbaggsart som beskrevs av Sharp 1882. Cyclotypus godmani ingår i släktet Cyclotypus och familjen palpbaggar. Inga underarter finns listade i Catalogue of Life.